# Роббинс, Фредерик Чапмен
Фредерик Чапмен Ро́ббинс (англ. Frederick Chapman Robbins; 1916—2003) — американский вирусолог, лауреат Нобелевской премии по медицине (1954), член Национальной академии наук США с 1972 года.

## Биография
Окончил университет Миссури (1936) и Гарвардскую медицинскую школу (1940). В 1940—1942 и в 1948—1950 годах сотрудник детской больницы в Бостоне. В 1952—1966 годах руководитель отдела педиатрии и инфекционных болезней в Главной, городской больнице Кливленда; с 1952 году профессор педиатрии медицинской школы при Кейсовском университете Западного резервного района в Кливленде (Огайо), с 1966 года декан. C 1980 по 1985 год работал в Институте медицины Национальной академии наук США, в 1985 году вернулся в университет Кейс Вестерн Резерв.
В 1992 году подписал «Предупреждение человечеству».

## Основные труды
В Бостоне в сотрудничестве с Дж. Эндерсом и Т. Уэллером разработал технику культивирования вируса полиомиелита в тканевых культурах, участвовал в создании вакцины против полиомиелита, а также в разработке методов определения и изоляции ряда других вирусов. Изучал эпидемиологию инфекционного гепатита, сыпного тифа, лихорадки-Ку.

## Нобелевская премия
Нобелевская премия, 1954 (совместно с Дж. Эндерсом и Т. Уэллером).